# 니시노미야키타구치역
니시노미야키타구치역(일본어: 西宮北口駅, にしのみやきたぐちえき)은 일본 효고현 니시노미야시에 있는 한큐 전철의 역이다. 부역명은 니시노미야 가든즈 앞(일본어: 阪急西宮ガーデンズ前)이다. 니시노미야 시의 중심역의 하나이다. 역 번호는 HK-08이다. 니시키타(西北(ニシキタ))로 생략하는 경우도 있다.
한큐 고베 본선과 이마즈 선의 환승역으로 이마즈 선은 본 역을 기점으로 다카라즈카역 방면은 "이마즈(북) 선", 이마즈 역 방면은 "이마즈(남) 선"이라고 불린다.

## 개요
고베 본선과 이마즈(북) 선 사이를 직통 운행하는 준급행, 직행 특급, 임시 급행을 제외한 전 영업 열차가 정차한다. 고베 본선의 급행은 본 역 이서(통근, 급행은 쓰카구치 역 이서)에서 각 역에 정차한다.
오사카(우메다역)와 고베(산노미야역)의 거의 중간에 위치하고 있으며 승객 수는 니시노미야 시내의 역 중에서는 가장 많다. 역 주변에는 재개발이 진행되고 상업 시설이나 문화 시설이 집중되어 있다. 주변의 주거 환경이 양호한 것부터, 최근에는 주택지로서의 인기가 급상승했으며, 2011년도의 "간사이 살고 싶은 거리(역) 랭킹"(조사:하세코 아베스트 간사이 지사)에서는 2010년도에 이어 제1위를 차지했다. 2017년 4월에도 인기는 여전히 비슷한 랭킹에서 우메다, 난바, 덴노지 등 인기 역 주변을 누르고 1위를 독주하는 정도의 인기를 자랑한다.

## 역사
한큐 전철의 전신인 미노오아리마 전기궤도가 나다 순환 전기궤도를 인수하고 주소 선의 명칭으로 한신 구간의 신선을 계획한 때는 이 지역은 지금보다 북쪽의 몬도야쿠진토코지 부근을 경유하는 현재의 산요 신칸센 및 국도 제171호선의 루트에 해당하는 경로로 신청되었다. 이는 주소 선의 부설이 주로 이타미 일대의 개발을 명목으로 삼았기 때문이고 또한 주소 선의 신청 이전에 다카라즈카 ~ 니시노미야 향로원(현, 한신 본선 고로엔 역 부근)간 면허를 미노오아리마 전기궤도가 소유하고 있었기 때문에 이와 접속하는 형식을 취했기 때문이었다.
그러나, 한신 구간을 고속으로 잇는 목적을 달성하였기 때문에 이 회사는 이타미에 지선의 이타미 선을 개통하는 것으로 대신하고 남쪽의 쓰카구치를 경유하는 단락 경로를 변경했다. 그에 따른, 다카라즈카에서 남하하는 계획 노선과의 접속점도 변경되어, 결과적으로는 두 선의 접속 및 차고 설치를 목적으로 이곳에 역이 개설되었다.

### 연표
- 1920년 7월 16일: 한신 급행 전철 고베 선(현, 한큐 전철 고베 본선)개통과 동시에 영업 개시.
- 1921년 9월 2일: 니시타카라 선으로 다카라즈카 ~ 당역 구간 영업 개시.
- 1926년 12월 18일: 당역 ~ 이마즈 역 구간 영업 개시. 다카라즈카 ~ 이마즈 역 구간이 이마즈 선이 됨. 고베 선과 이마즈 선의 사이에서 평면 궤도 교차가 생김.
- 1959년겨울: 7번 승강장의 분단으로 다카라즈카 방면은 회차용이 됨.
- 1960년 12월: 지하도 설치.
- 1984년 3월 25일: 역 리모델링에 따라 역 구내의 다이아몬드 크로스가 폐지되고 이마즈 선의 운행 계통이 본 역을 기점으로 분단됨.
- 1985년 3월: 구내 지하도 폐지.
- 1986년 10월: 남북 개찰구의 교상역사화.
- 1987년 4월: 교상역사 완공.
- 1995년
  - 1월 17일: 효고 현 남부 지진(한신・아와지 대지진) 발생으로 고베 본선은 당역 ~ 슈쿠가와 역 구간에 고가교가 무너진 선내에서 가장 큰 피해를 입었고, 이마즈 선이 전선이 중단됨.
  - 1월 18일: 우메다 ~ 당역 구간 복구.
  - 1월 23일: 몬도야쿠진 ~ 당역 ~ 이마즈 역 구간이 복구됨.
  - 6월 12일: 당역 ~ 슈쿠가와 역 구간이 복구되고, 한큐 선 전 구간 복구 완료[1].
- 2009년 1월 17일: 5번 승강장을 8번 승강장 상의 가설 플랫폼에 이전[2].
- 2010년 12월 5일: 5번 승강장 고가화와 개찰구 2곳 증설(동쪽, 남동 개찰구). 8번 승강장 상에 건널목 신설(니시노미야키타그치미나미 건널목).
- 2013년 12월 21일: 역 번호 도입.

## 이용 현황
- 2016년의 평일 1일 평균 승하차 인원은 99,441명(승차 인원: 49,630명, 하차 인원: 49,811명)이다. 이 값은 한큐 전철 전 노선에서 우메다 역, 고베산노미야 역에 이어 제3위이다[3].
- 2015년의 토요일과 휴일을 포함한 연간 승차 인원은 19,936,000명이다. 그러므로, 1일 평균 승차 인원은 54,619명이다.
  - 한큐 니시노미야 가든즈 개업 이후 이용객은 증가 경향에 있다. 특히, 개업 직후인 2008년 12월 승하차 인원은 1일 평균 약 114,000명으로 고베산노미야 역을 넘어섰다. 2009년 1월이 되어서도 전년 실적을 2 ~ 3만명 넘는 숫자를 남기고 있다[4].

## 역 구조
고베 선 승강장과 이마즈(북) 선의 플랫폼은 교상역이지만, 이마즈(남) 선 승강장에 해당하는 5번 선만 고가역이다. 개찰구는 7번 승강장 옆의 북서쪽 출구가 폐지되어 이후 오랫동안 2층 대합실에 남쪽 1개소와 북쪽 1개의 총 2곳이 있었지만 5번 승강장 고가화 완공에 맞춰서 남쪽 2개소, 북쪽 1개소, 5번 승강장의 남쪽 1개까지 총 4곳 증설되었다. 한큐 전철 역에서 개찰구가 4곳 있는 역은 드문 경우이다.
교상역의 경계에는 환상의 보행자 데크가 마련되어 있으며 고베 선과 이마즈 선의 2노선으로 나뉘어 4개 역 주변 지역을 자유롭게 왕래하도록 되어 있다. 동쪽의 절반은 교상역사화되었을 때에 개통한 것으로 서쪽 절반은 자재 창고 등으로 사용된 채 20년 이상 방치되었다가, 2005년 11월 하순에 개통하였다.
2010년 12월에 5번 선이 고가화된 이후 5번 승강장이 보행자 데크와 동일 층으로 남쪽의 보행자 데크가 역 구내에 의하여 분단되어 있다. 이 때문에, 본 역의 남동쪽과 남서쪽 사이를 통행하는 경우에는 지평부에 내릴 필요가 있었지만 동선의 기능 대가로 지상층에 자유 통로가 건널목(니시노미야키타그치 미나미 건널목) 대합실 층으로 연결하는 2기의 엘리베이터(각 13인승)가 설치되어 있다. 남동쪽과 남서쪽을 오가는 경우에도 보행자 데크에서 엘리베이터로 지상과 연결되고 자유 통로가 건널목을 통과하고 오갈 수 있는 구조이다.
이전에는 남북으로 분단된 이마즈 선을 고가화로 다시 연결할 계획이 있고, 그 계획은 이마즈 선 승강장이 3층 부분을 지나는 경우를 상정했기 때문에, 교상역사를 지지하는 일부 핵심은 그 계획에 대응하여 점점 두꺼워지고 있다. 그러나, 지금 이마즈 선의 5번 승강장은 2층부에 건설될 만큼 남북의 선로가 다시 이어질 가능성은 사실상 없어지고 있다.
고가화되기 전의 5번 승강장 북쪽(1번 선 하차 승강장의 남쪽)의 연결 통로부에 임시 개찰구가 있었다. 이 임시 개찰구는 한큐 니시노미야 스타디움 행사 개최 시(주로 프로 야구 한큐 브레이브스(현, 오릭스 버펄로스)공식전, 니시노미야 경륜이나 콘서트 등)에 사용되었지만, 한큐 니시노미야 스타디움 폐쇄로 사용될 전망이 사라진 것에서 나중에 셔터의 2/3는 철거되고 출입구가 붙어 있는 벽이 있었지만, 5번 승강장의 고가화에 맞추어 무너졌다. 또한, 교상 역사화된 이후에도 당분간은 7번 선 하차 승강장의 옆(현, 북서쪽 출입구 부근)에 예전 서쪽 개찰구가 잔존한 대로 7번선 하차 승강장과 대합실을 연결하는 에스컬레이터는 2기 설치되어 있다.

### 승강장
| 번호 | 노선        | 방향 | 행선                                                                                                |
| ---- | ----------- | ---- | --------------------------------------------------------------------------------------------------- |
| 1・2 | ■ 고베 본선 | 하행 | 고베 (산노미야)・롯코・신카이치・산요 전기철도 본선(아카시・히메지) 방면                            |
| 3・4 | ■ 고베 본선 | 상행 | 오사카 (우메다)・주소・이타미・교토・기타센리 방면                                                  |
| 5    | ■ 이마즈 선 |      | 이마즈・한신코쿠도 행                                                                               |
| 6・7 | ■ 이마즈 선 |      | 다카라즈카・몬도야쿠진・고토엔・니가와・가와니시노세구치・미노오 방면 (6번 선은 러시아워 때만 사용) |

## 역 주변
옛날부터 지역 주민과 한신 간에 "기타구치" 하면 니시노미야키타구치를 가리켰는데 2000년대 이후부터는 "니시키타"로 불리는 경우가 많다. 개통 당시는 주위에 아무것도 없는 역이었던 것으로 알려졌지만, 오사카, 고베까지의 교통의 편리성에서 전후 급속히 도시화가 진전되었다.
역의 북서 지역, 고후엔, 기타쇼와 정, 미나미쇼와 정(옛, 쇼와엔)의 일대는 니시노미야나나엔을 구성하는 저택 거리로 다니자키 준이치로의 작품 세계의 분위기를 전했다. 또한, 많은 학생이 통학에 본 역을 이용하는 것으로, 대기업부터 중소까지 학습소나 학원이 입지하는 간사이 유수의 학원 경합 지역이 되고 있다. 특히 간사이의 중학교 시험 시장에서는, 니시노미야키타구치와 오사카우에혼마치(다니마치 9초메)는 2대 성지인 경합 지역에서 오사카우에혼마치와 마찬가지로 멀리서 큰 학원의 니시노미야기타구치의 교사에 전차로 통학하는 초등 학생은 적지 않다(니시노미야, 우에혼마치의 건물은 규모도 크게 다른 지역에서는 받지 못하는 강좌나 반이 존재하기 위함이다).
역 남동쪽에는 한큐 브레이브스(현, 오릭스 버팔로스)의 본거지인 한큐 니시노미야 구장(후, 한큐 니시노미야 스타디움)이 있었다. 이 때문에 본 역에는 그 당시("한큐 니시노미야 구장 앞"→)" 한큐 니시노미야 스타디움 앞" 부역명이 붙어 있었다. 경기장은 2002년 이내로 폐쇄되어 2004년부터 2005년 사이로 해체되었다. 이 철거지의 재개발로 탄생한 것이 한큐 니시노미야 가든스이다.
- 한큐 전철 니시노미야 차고
- 한큐 니시노미야 가든스
  - 한큐 백화점
  - TOHO 시네마즈
  - 이즈미야
  - 로프트
  - 북 퍼스트
- 악타 니시노미야
  - 니시노미야 시청 니시노미야 역
  - 니시노미야 시립 기타구치 도서관
  - 니시노미야키타구치 보건 복지 센터
  - 니시노미야키타구치 우체국
  - 준쿠도 서점
  - 무인양품
  - 코프 고베
  - 아카짱 혼포
- 프리라에 시노미야
  - 니시노미야 시 국립중앙공민관
  - 니시노미야 시 예비 홀
  - 니시노미야 시 남녀 공동 참여 센터 웨이브
  - 니시노미야 다카마쓰 우체국
- 기타구치미나미 한큐 빌딩
- 효고 현립 예술 문화 센터
- 메이코기주쿠 니시노미야키타그치 교실
- 간사이 지학관 니시노미야 학교
- 철록회 니시노미야키타구치 교실
- 고등학원 니시노미야키타구치 학교
- FELIX 니시노미야 학교
- 자연 연구소 세미나 니시노미야키타구치 학교
- 가이세이 교육 세미나 니시노미야키타구치 학교
- ECC학원 니시노미야 교사
- 효고 현 자동차학교
- 효고 영양 조리 제과 전문학교
- 니시노미야키타쇼와 우체국
- SAPIX(중학부) 니시노미야키타구치 학교
- 고시엔 단기대학
- 고시엔가쿠인 중・고등학교
- 스텝 월드
- 코나미 스포츠 클럽 본점 니시노미야 본점・니시노미야 아넥스
- 후루노 전기 본사
- 야마테 간선
- 고난 대학 "Konan CUBE니시노미야"(관리창조 학부)

## 버스 노선
역의 남북에 버스 로터리가 있다.

### 남쪽
한신 버스가 들어온다. 정류장 이름은 ‘니시노미야 키타구치’.
| 승강장 | 노선                 | 목적지          | 비고                 |
| ------ | -------------------- | --------------- | -------------------- |
| 3      | 니시노미야키타구치선 | 한신 니시노미야 | 토, 일, 공휴일 1개만 |
| 3      | 마리나파크선         | 마리나파크      |                      |

### 북쪽
아래의 공항버스가 운행한다.
- 간사이국제공항 행(오사카공항교통・간사이공항교통・한신버스 공동운행)

## 사진

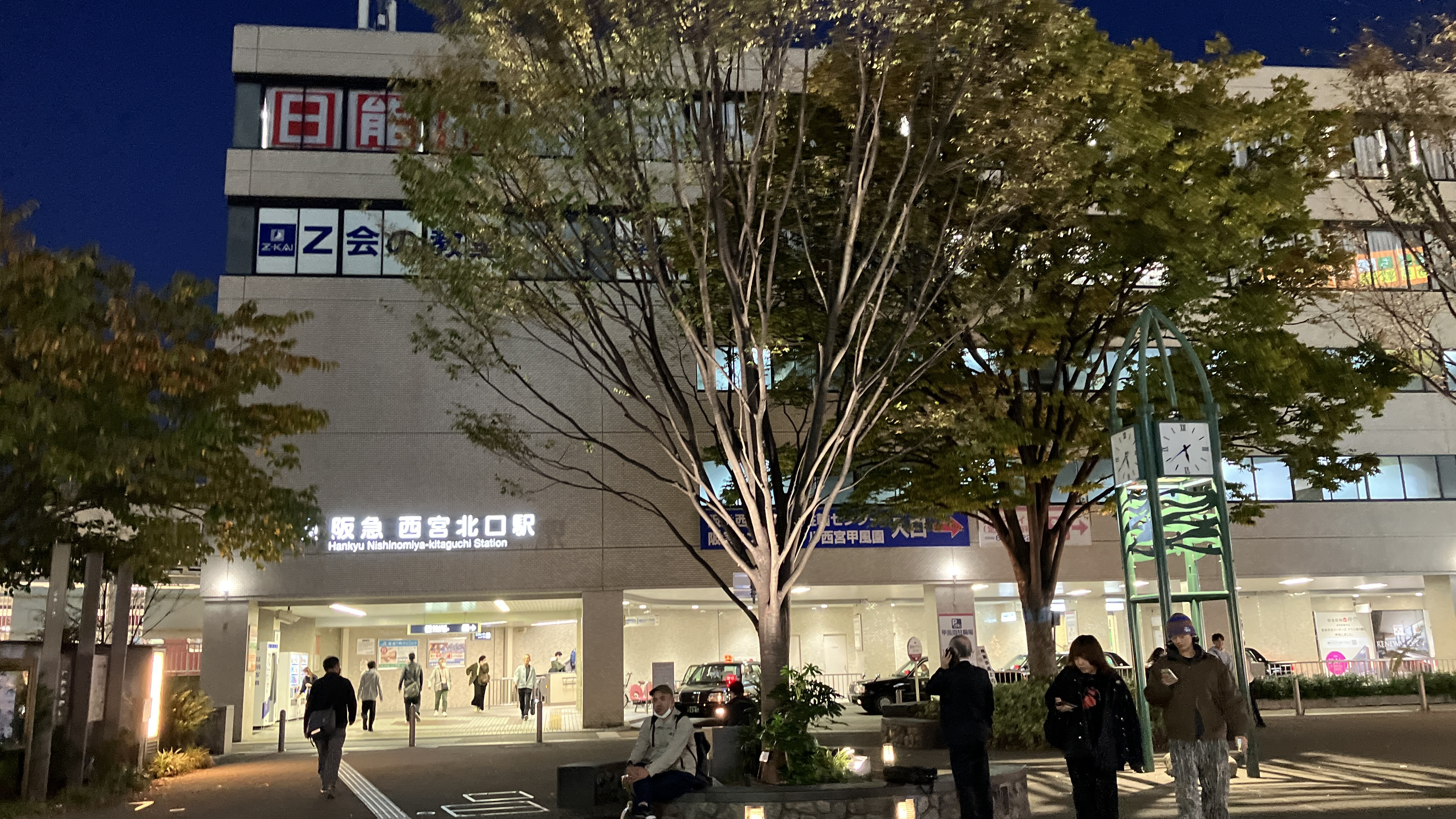
북구
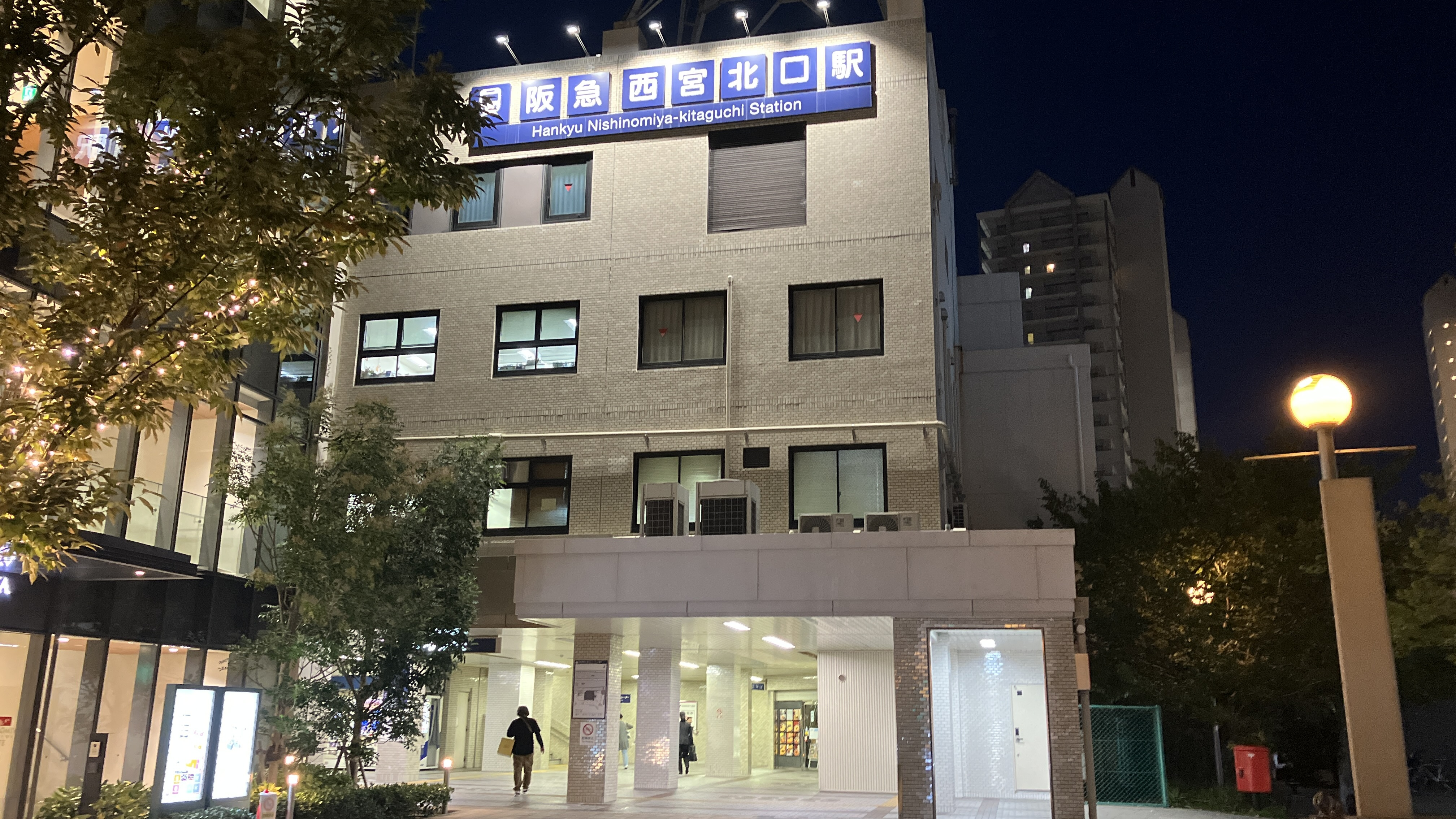
동구
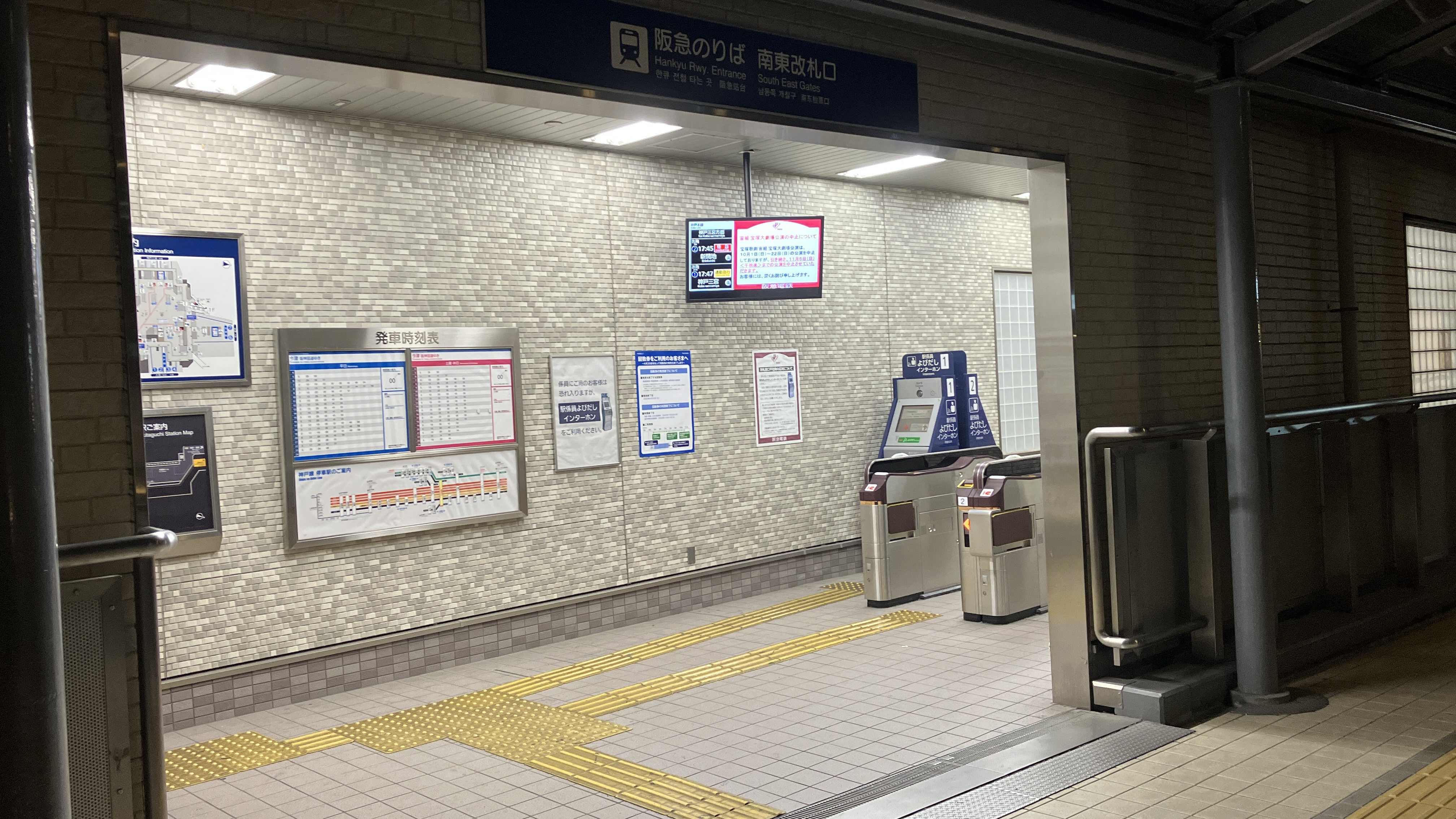
남동구
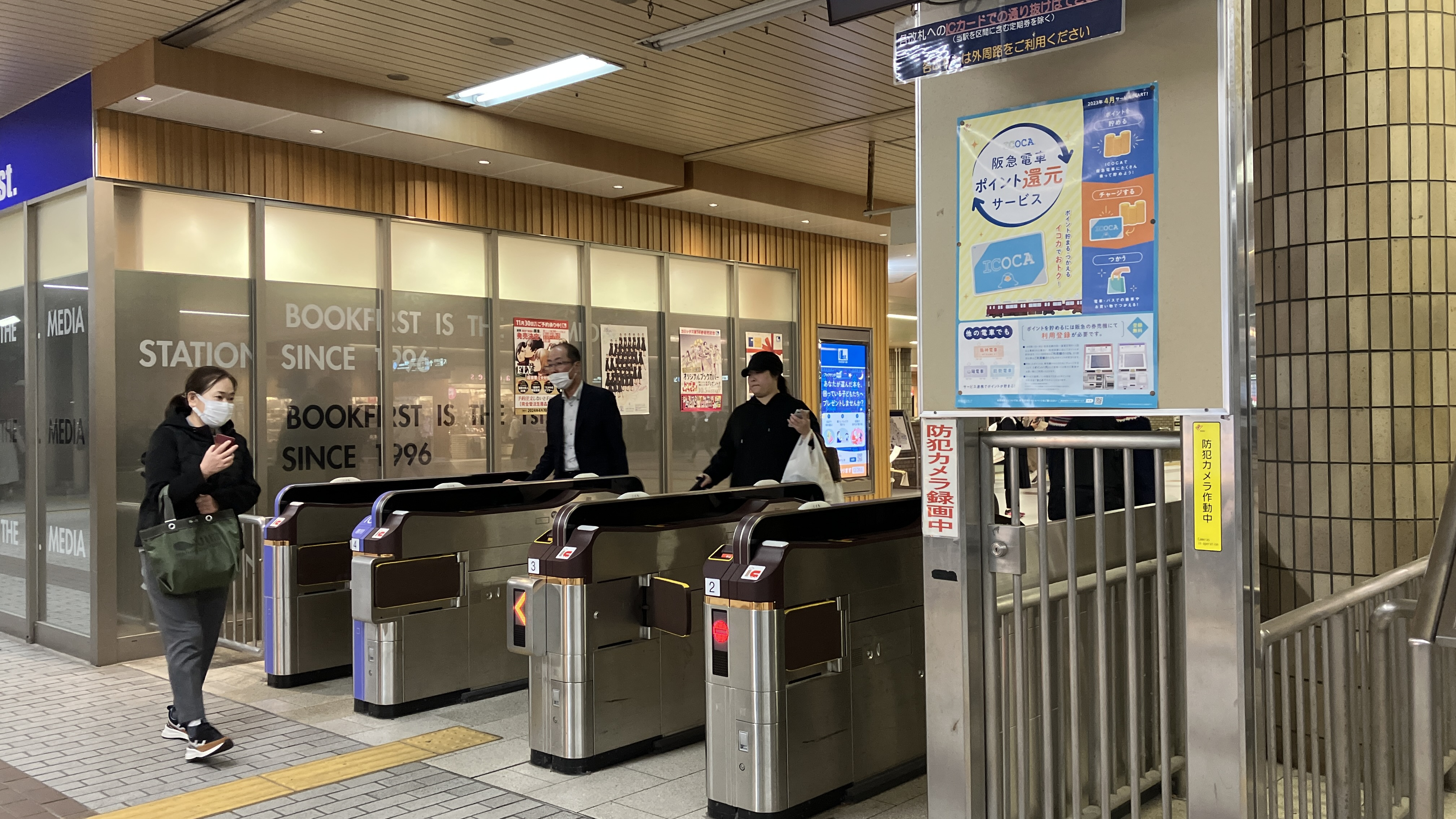
남쪽 출구
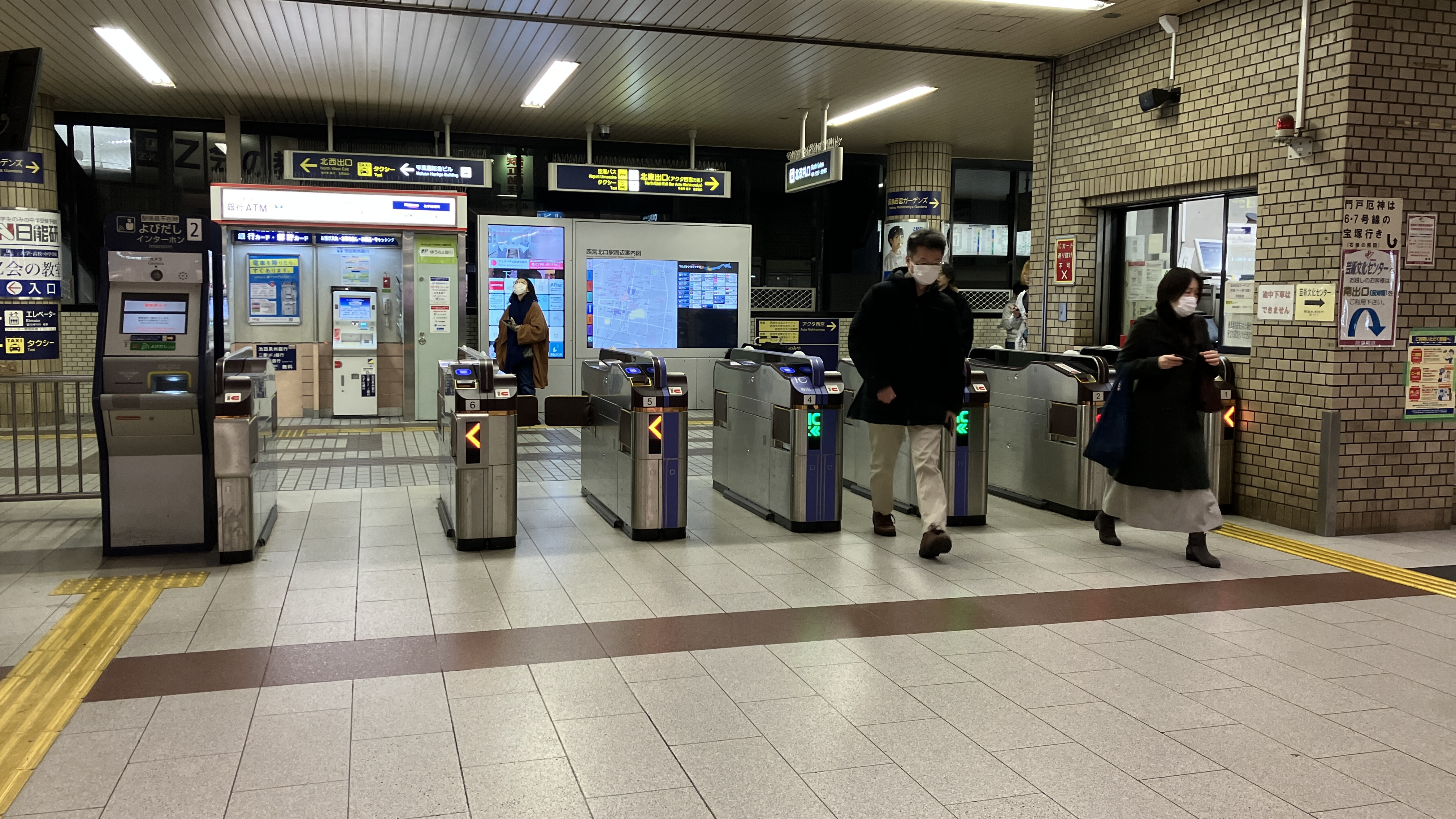
북쪽 출구
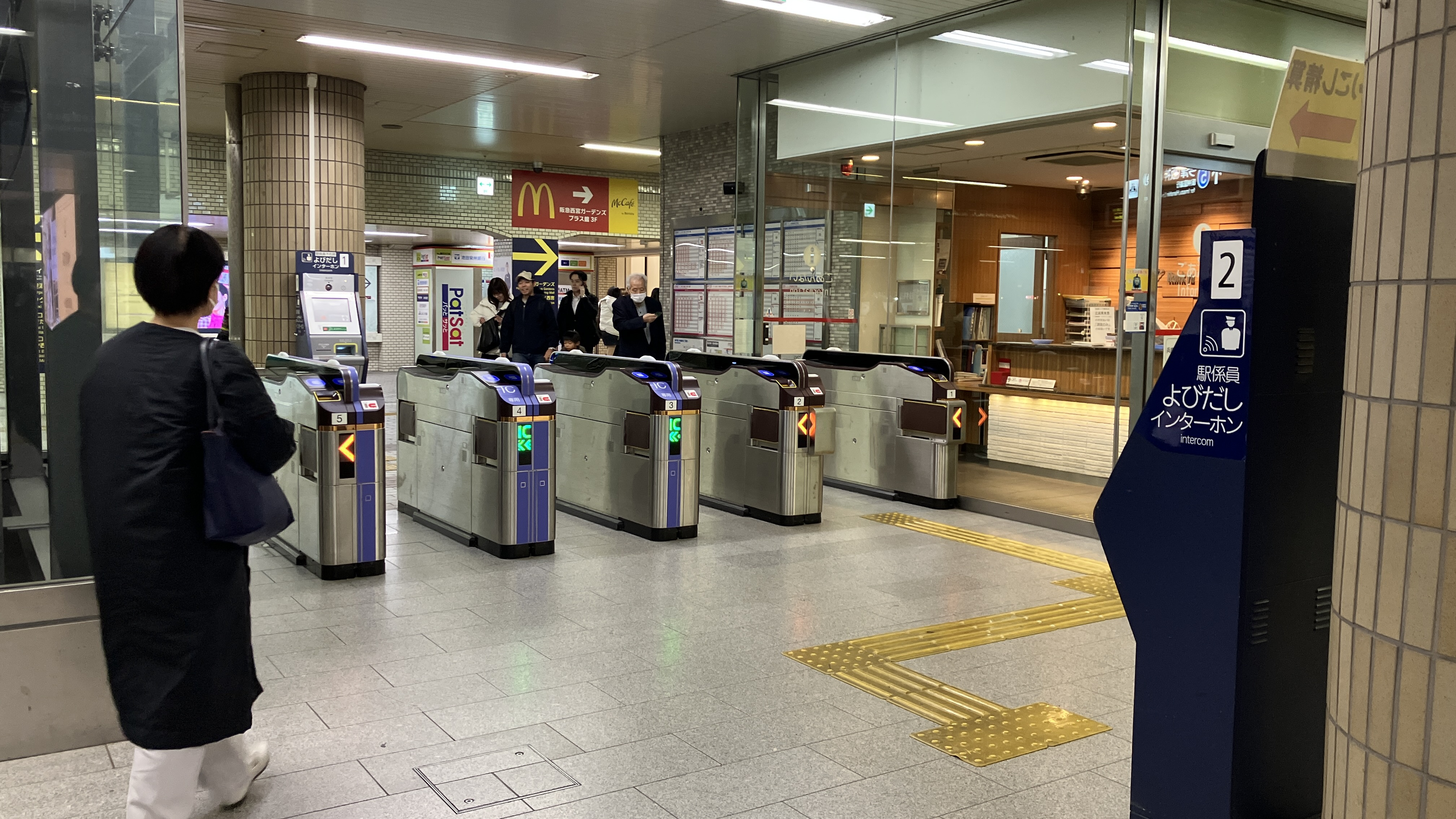
동쪽 출구
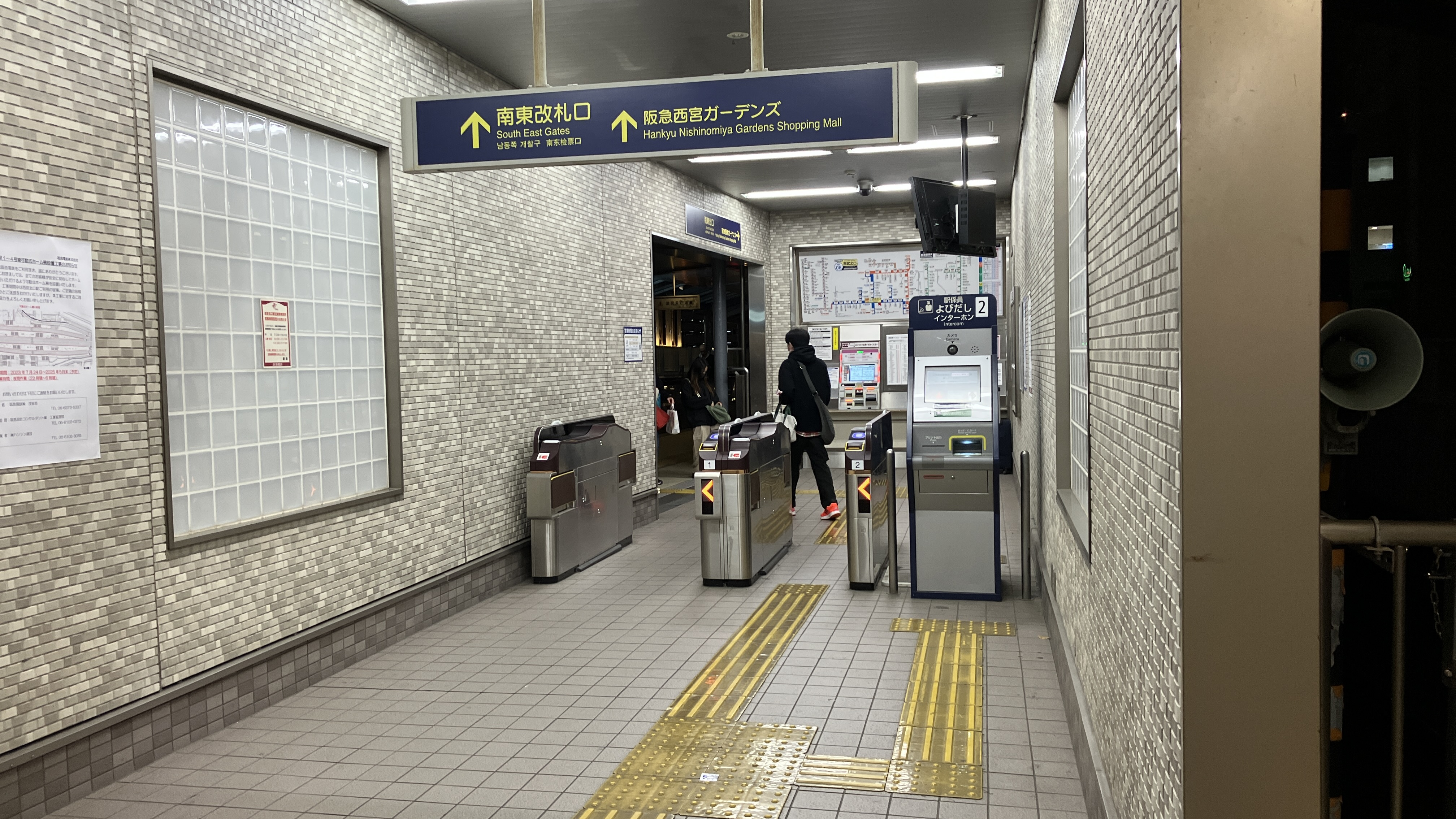
남동쪽 출구
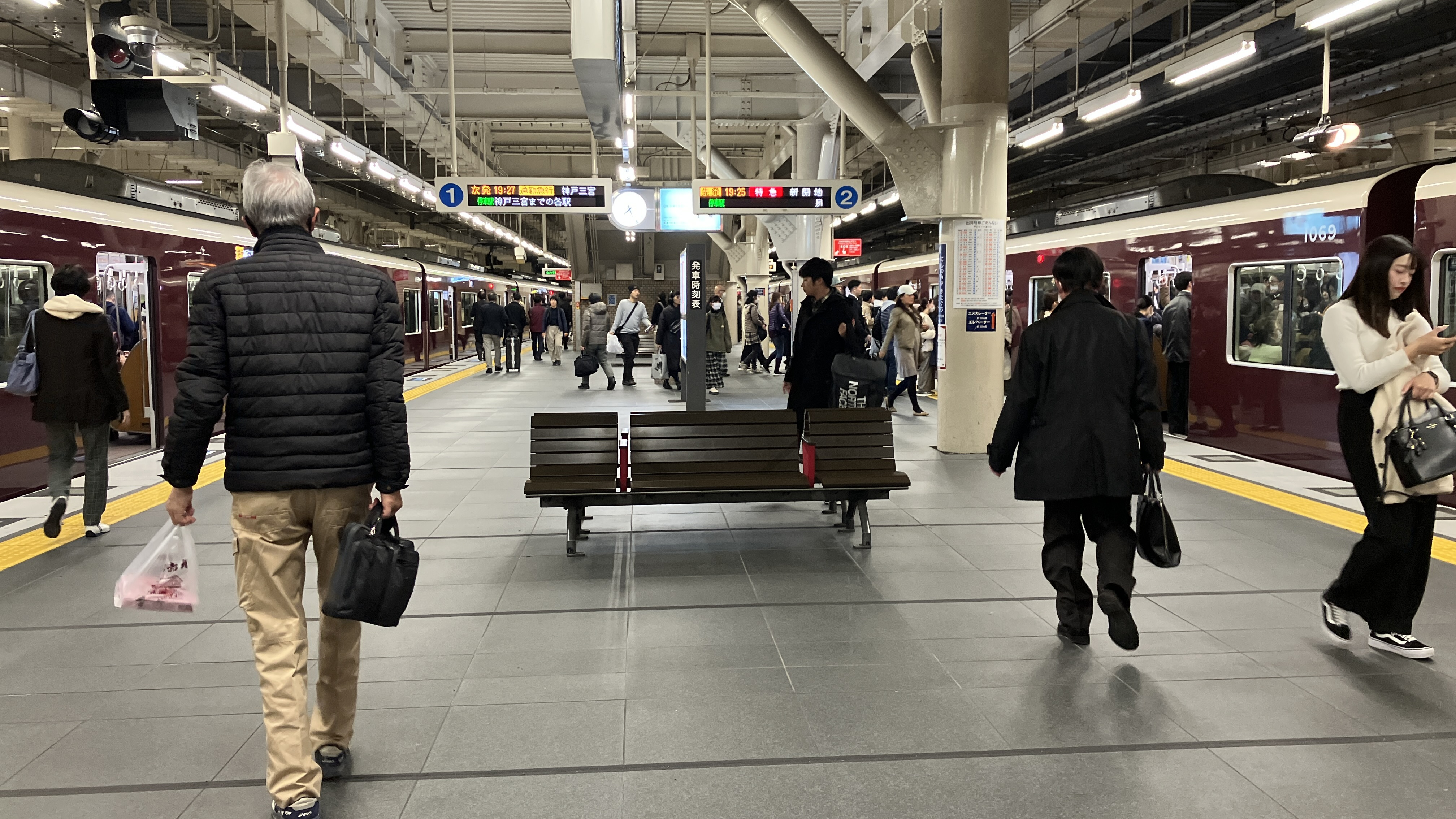
1·2호선 승강장
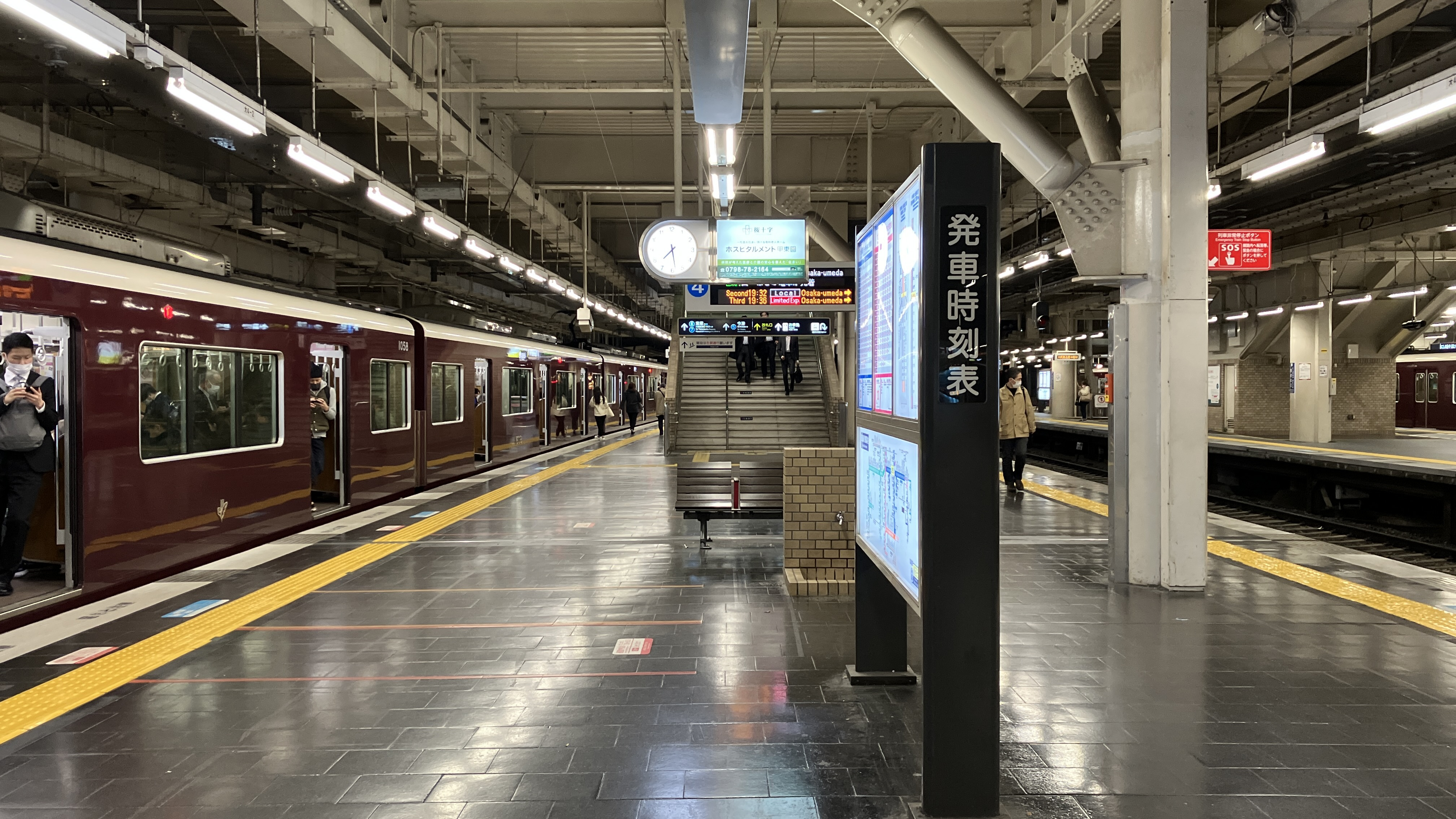
3·4호선 승강장
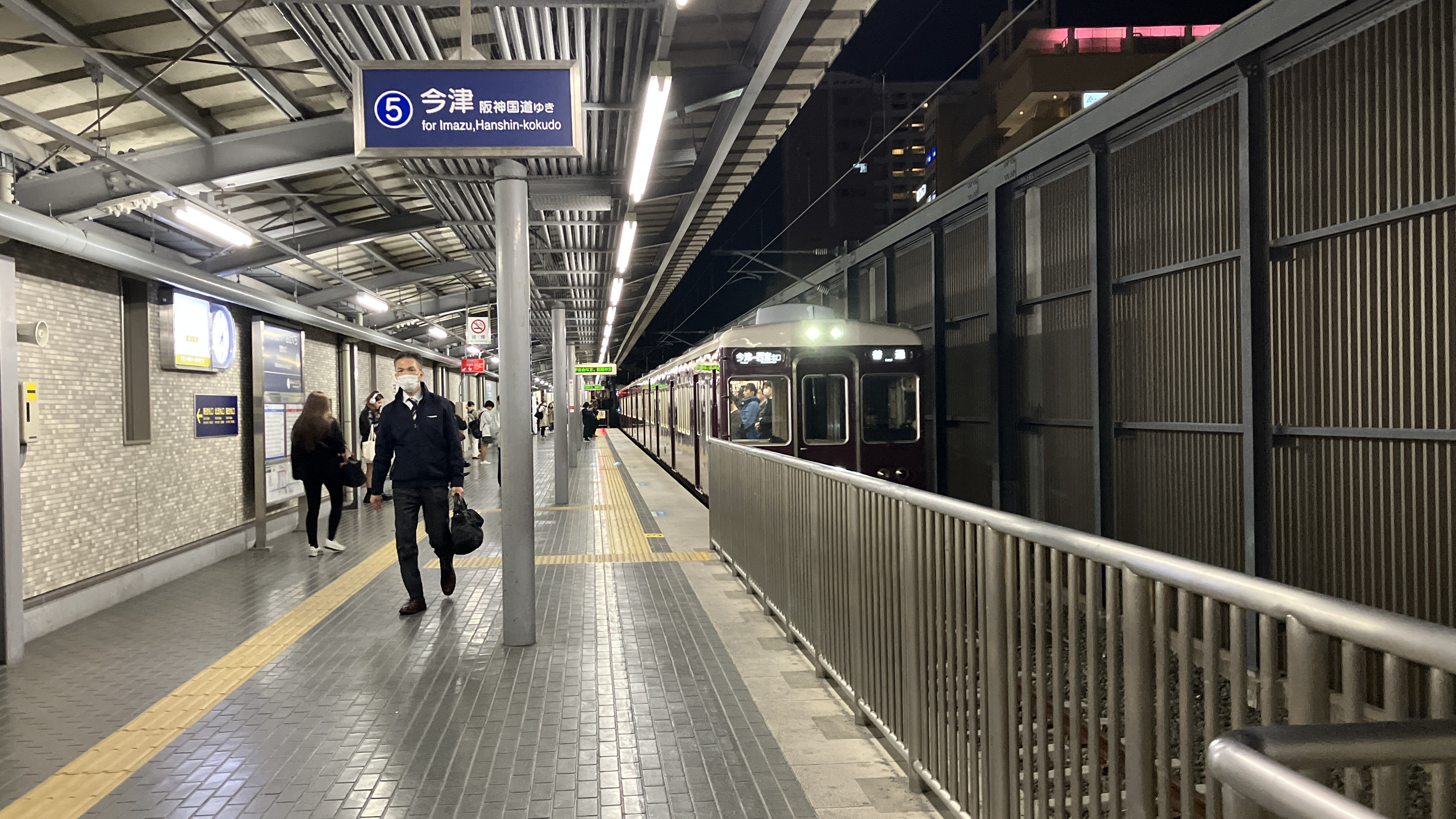
5호선 승강장
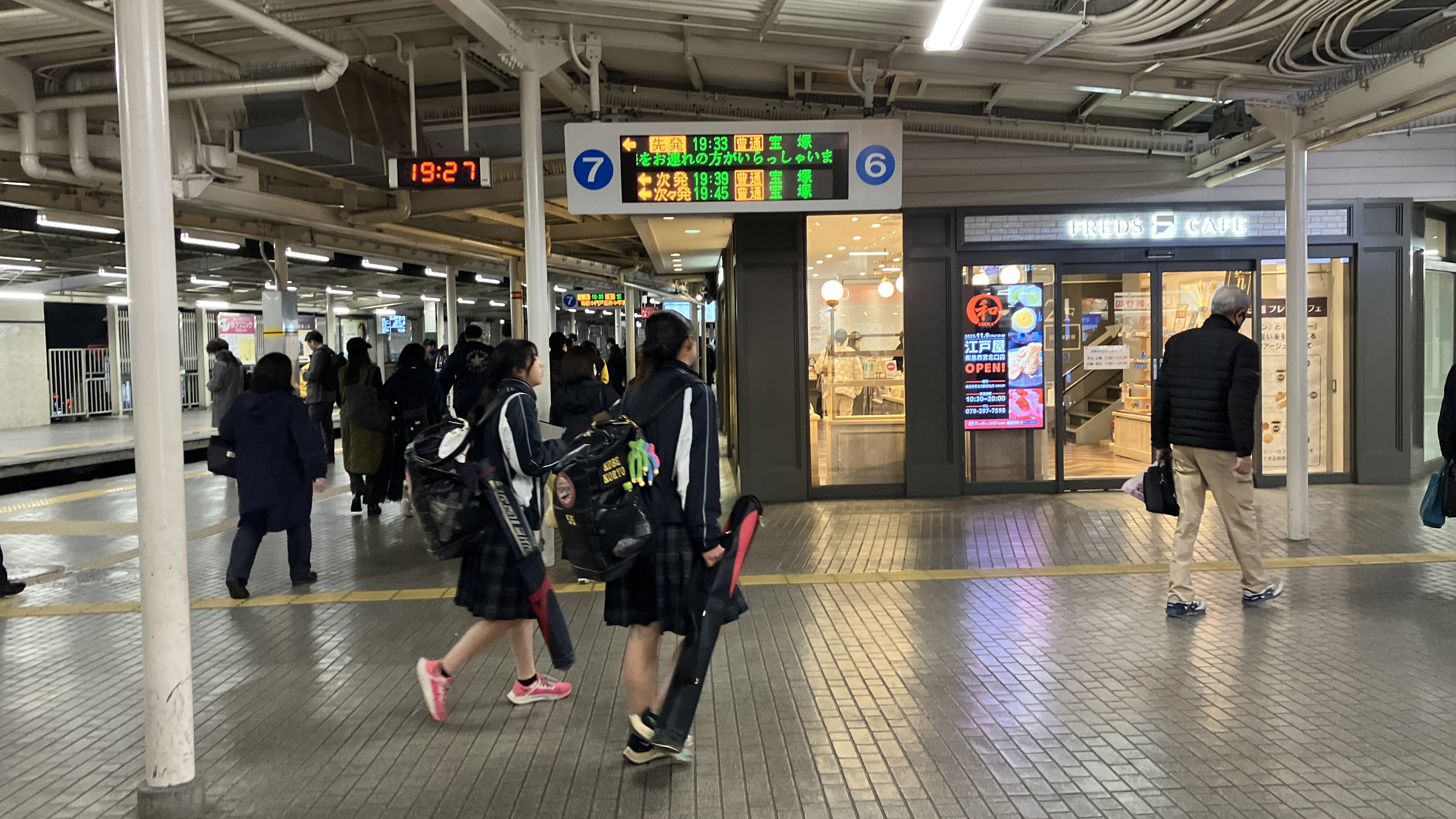
6·7호선 승강장
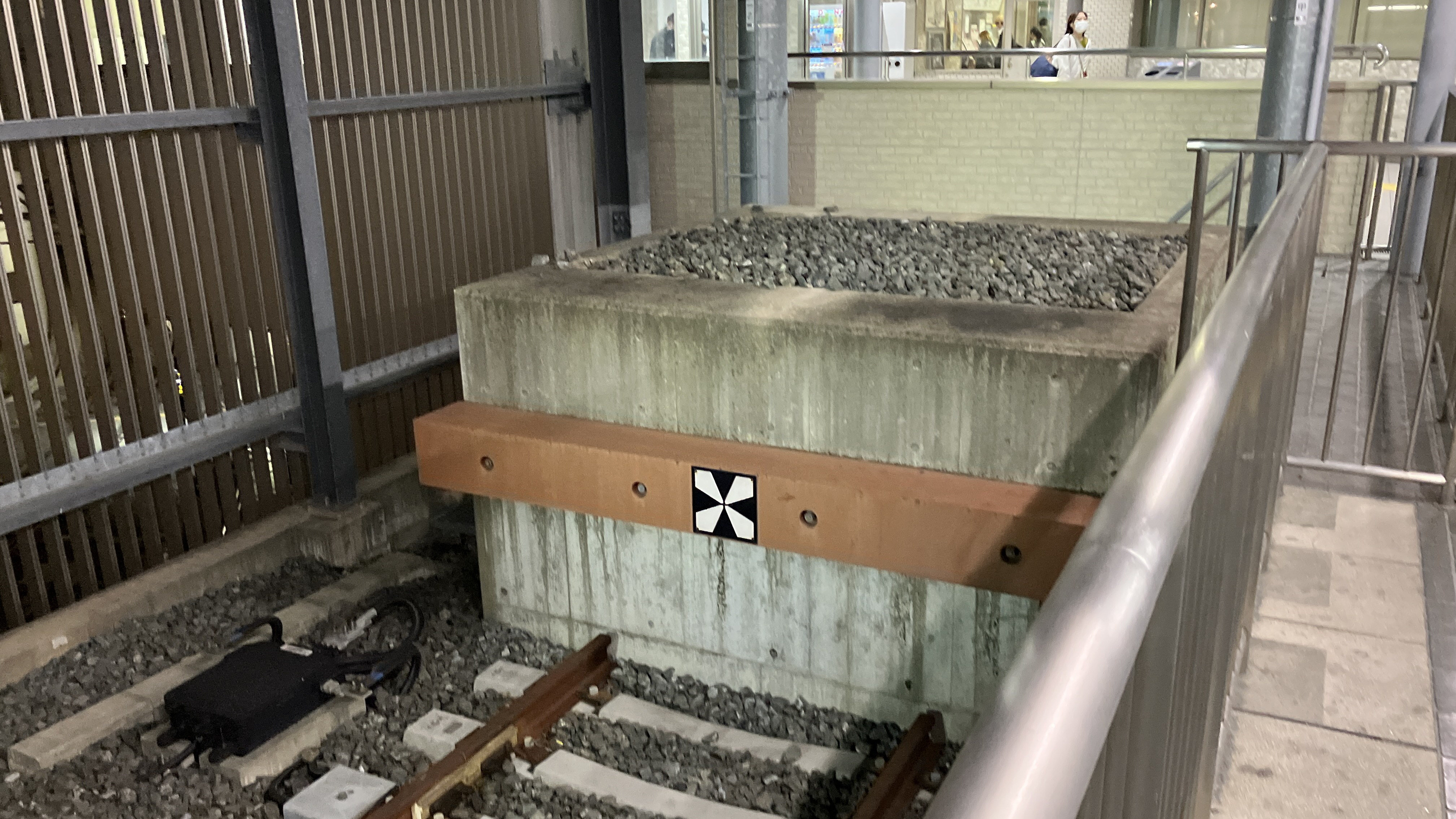
5호선 차정지
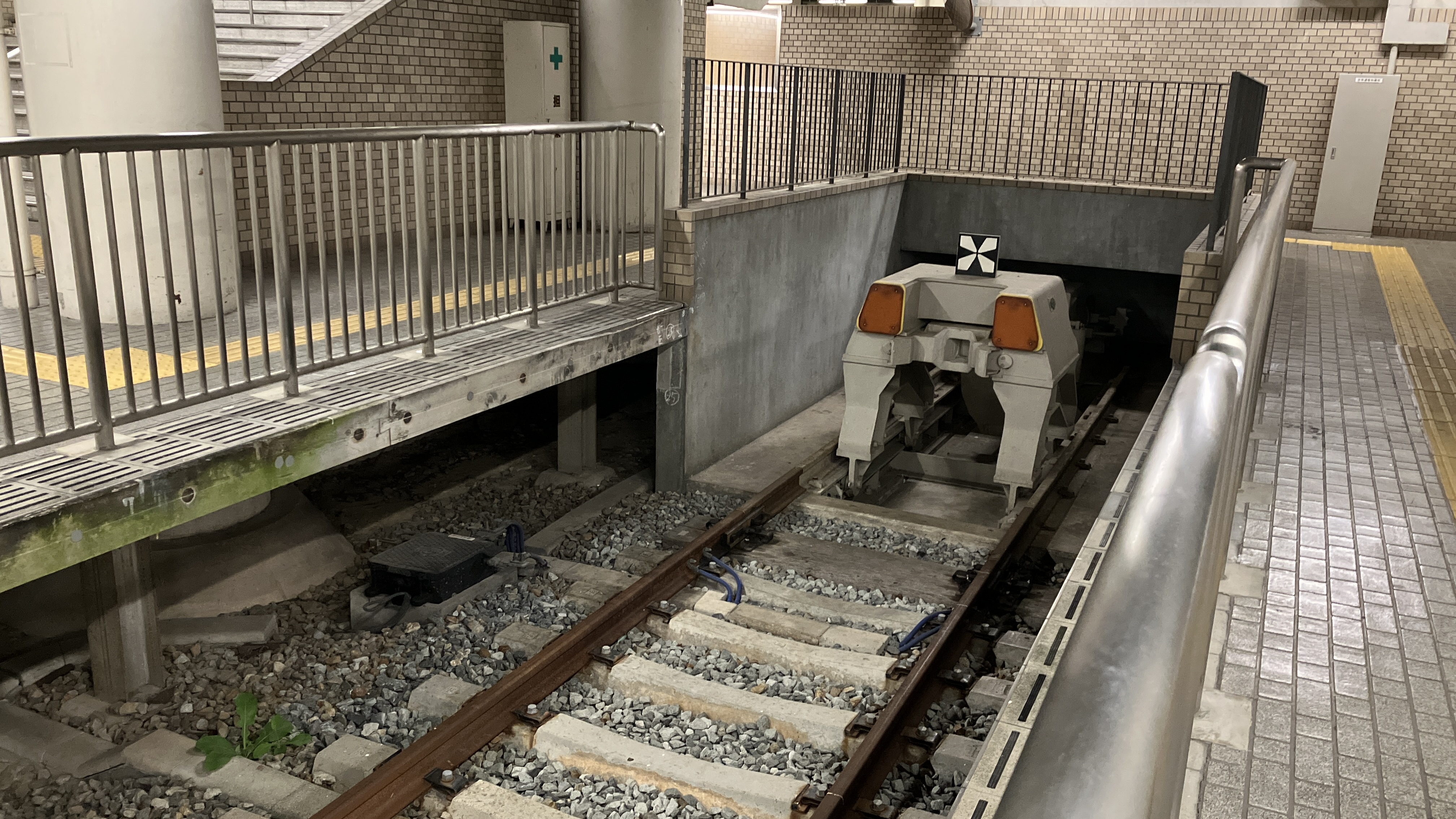
6호선 차정지
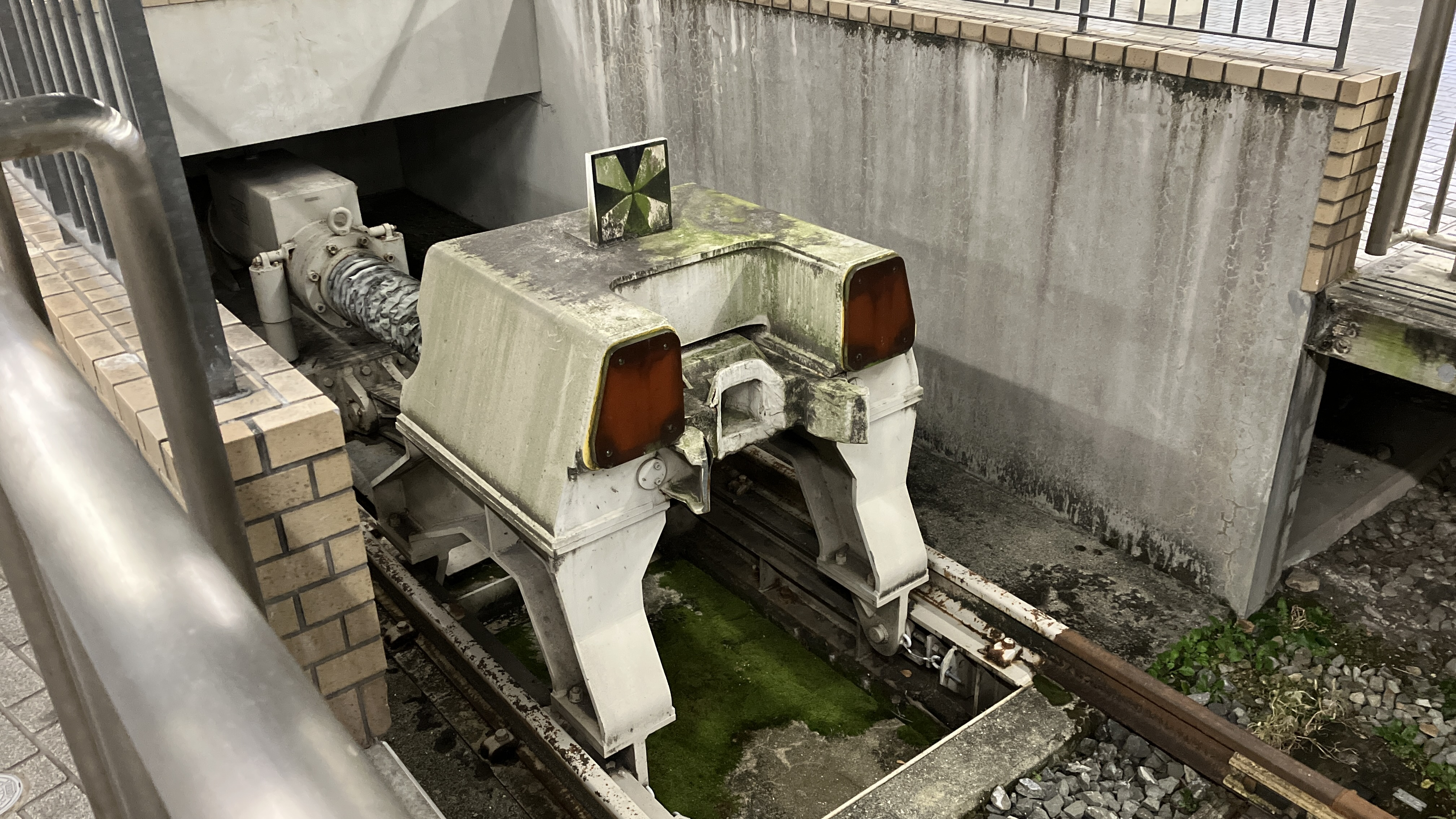
7호선 차정지
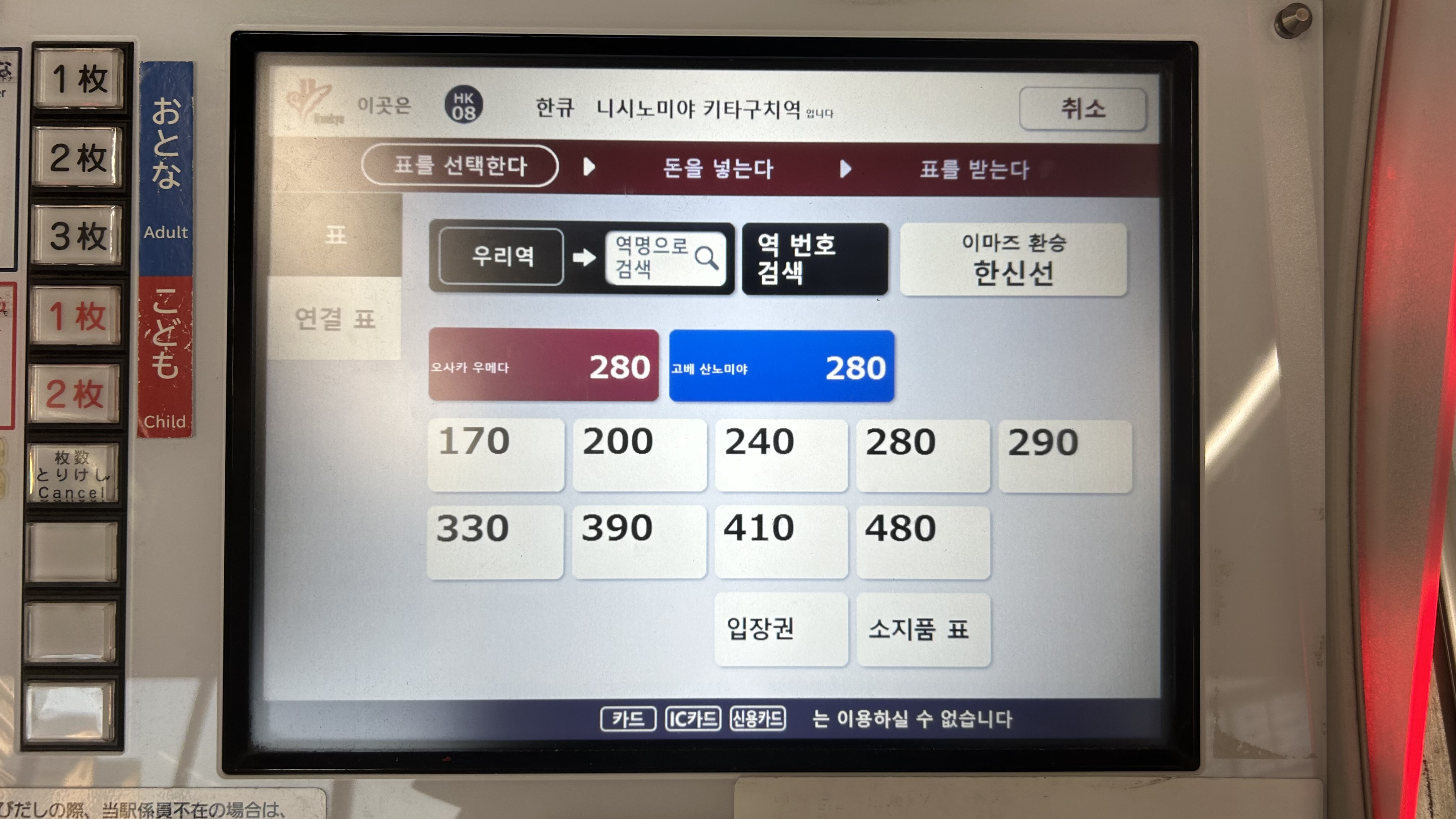
발매기 화면

## 인접역
| 한큐 전철 ■ 고베 본선                | 한큐 전철 ■ 고베 본선                            | 한큐 전철 ■ 고베 본선        |
| ------------------------------------ | ------------------------------------------------ | ---------------------------- |
| HK-03 주소 우메다 방면               | ■ 특급                                           | 슈쿠가와 HK-09 신카이치 방면 |
| HK-06 쓰카구치 우메다 방면           | ■ 직통특급 "아타고" ■ 통근특급 ■ 쾌속급행 ■ 급행 | 슈쿠가와 HK-09 신카이치 방면 |
| HK-07 무코노소 우메다 방면           | ■ 통근급행 ■ 보통                                | 슈쿠가와 HK-09 신카이치 방면 |
| 한큐 전철 ■ 이마즈 선(이마즈(북) 선) |                                                  |                              |
| HK-23 몬도야쿠진 다카라즈카 방면     | ■ 보통                                           | 시·종착역                    |
| 한큐 전철 ■ 이마즈 선(이마즈(남) 선) |                                                  |                              |
| 시·종착역                            |                                                  | 한신코쿠도 HK-22 이마즈 방면 |

## 같이 보기
- 오릭스 버펄로스